# VollKontaCt
VollKontaCt war eine Hooligan-Rockband aus Bremen, die 2005 gegründet wurde und sich 2008 auflöste.

## Bedeutung des Bandnamens
Rainer Friedrichs gründete die Band VollKontaCt wegen Streitereien mit Hannes Ostendorf, dem Sänger der Band Kategorie C. 2004, ein Jahr nach dem Split von Kategorie C, erschienen unter dem Bandnamen Fußball Rocker MC zwei Lieder auf dem Sampler Kategorie A, B & C – Die Fußballrocker. Dort vertreten waren auch die politisch unauffälligeren Bands Emscherkurve 77 und Abschlach!. Anschließend nannte er die Band VollKontaCt. Das große K und C verweist auf das Kategorien-System der Zentralen Informationsstelle Sporteinsätze und ist dort die stärkste  Zuschreibung für die „Gewalttäter Sport“. Darunter gefasst sind also vor allem „gezielt gewaltsuchende Fußballfans“, die Hooligans. Zusätzlich verweist diese Benennung auch auf den alten Bandnamen Kategorie C.
2006 erschien die Eigenproduktion Ohne viele Worte, anschließend kooperierte man mit dem Label Sieg oder Spielabbruch, das zum Bremer Hooligan-Versandhandel 90minuten gehörte, der sich nicht nur an ein rechtes Publikum wendete. Geschäftsführer Martin Elsner war früher ebenfalls Manager von Kategorie C gewesen. Auf dem Label erschienen die beiden Alben Für euch (2006) und Es geht weiter (2007). Letzteres erschien auch als LP.
Nur wenige Monate nach dem letzten Album Es geht weiter kehrte Rainer Friedrich wieder zu Kategorie C zurück.

## Stil
Die Texte handeln von Fußball und Gewalt, insbesondere der so genannten Dritten Halbzeit, Alkoholexzessen, Männerfreundschaften und Schlägereien. Aber auch die germanische Geschichte und Götterwelt spielt in den Texten des letzten Albums eine Rolle. Die Band gehörte zwar der rechten Hooligan-Szene an, distanziert sich jedoch in ihren Liedern von jedem politischen Extrem. Im Lied Kotz dich aus heißt es: „Von links höre ich Nazi, von rechts höre ich Zecke, sie haben nichts verstanden, drängen uns in die Ecke“.
Alle Bandmitglieder gehörten (und gehören zum Teil auch heute noch) der rechten Bremer Hooligan-Szene an. So fungierte Schlagzeuger Marcel Kuschela alias „Captain Flubber“ auch als Regionalleiter Nord bei einer HoGeSa-Demo 2014 in Köln und war Leiter der HoGeSa-Abspaltung Gemeinsam Stark Deutschland.

## Nach der Auflösung
Marcel Kuschela wurde am 19. September 2018 in Mönchengladbach tot aufgefunden. Die Obduktion ergab, dass er mit einem Messer Suizid begangen hatte. Als Reaktion auf den Tod des bekannten Rechtsextremisten fanden sich 250 Personen, darunter viele aus der rechten Szene, zu einem Trauermarsch in Mönchengladbach ein und legten einen Kranz am Auffindungsort Museum Abteiberg nieder. Hannes Ostendorf von Kategorie C sang ein Abschiedslied für den Verstorbenen. In sozialen Medien kam es nach dem Bekanntwerden des Todes Kuschelas zu Spekulationen über ein mögliches Fremdverschulden (siehe auch Ausschreitungen in Chemnitz 2018 und Demonstrationen in Köthen 2018).

## Diskografie
- 2006: Ohne viele Worte (Eigenveröffentlichung)
- 2006: Für euch (Sieg oder Spielabbruch)
- 2007: Es geht weiter (Sieg oder Spielabbruch)